# Taler der Söhne Johann Friedrichs des Großmütigen während seiner Gefangenschaft

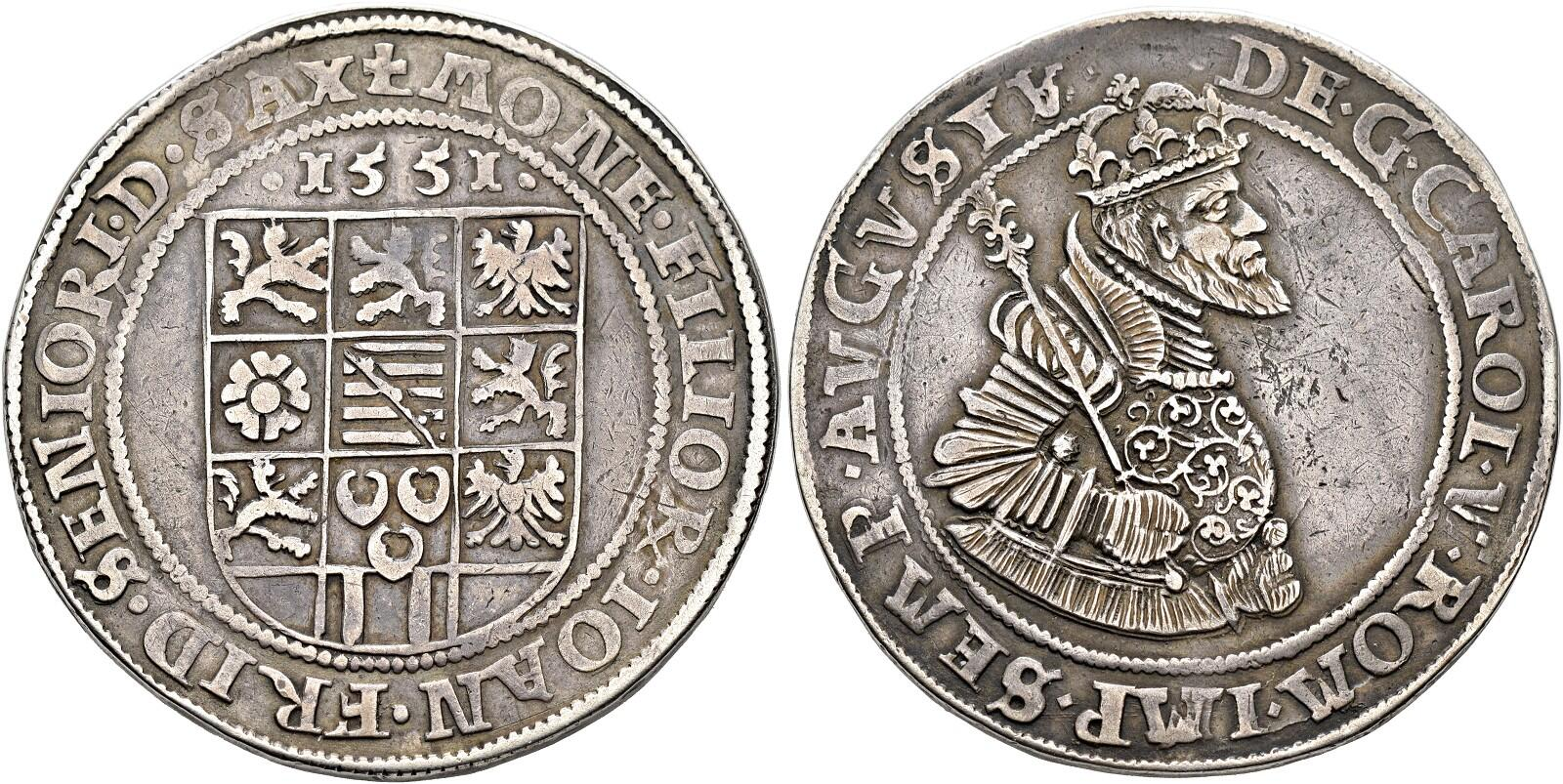
Taler der Söhne Johann Friedrichs des Großmütigen während seiner Gefangenschaft von 1551 aus der Münzstätte Saalfeld. (Silber; Durchmesser 40 mm; 28,46 g)

Der Taler der Söhne Johann Friedrichs des Großmütigen während seiner Gefangenschaft wurde 1551 in Saalfeld geprägt. Er zeigt auf einer Seite das herzoglich-sächsische Gesamtwappen. Auf der Gegenseite ist statt der Bildnisse der Söhne Johann Friedrichs von Sachsen das Hüftbild Kaiser Karls V. zu sehen. Ein Kaiserbildnis auf Münzen der Wettiner ist in der sächsischen Münzgeschichte einmalig.

## Geschichte und Münzgeschichte

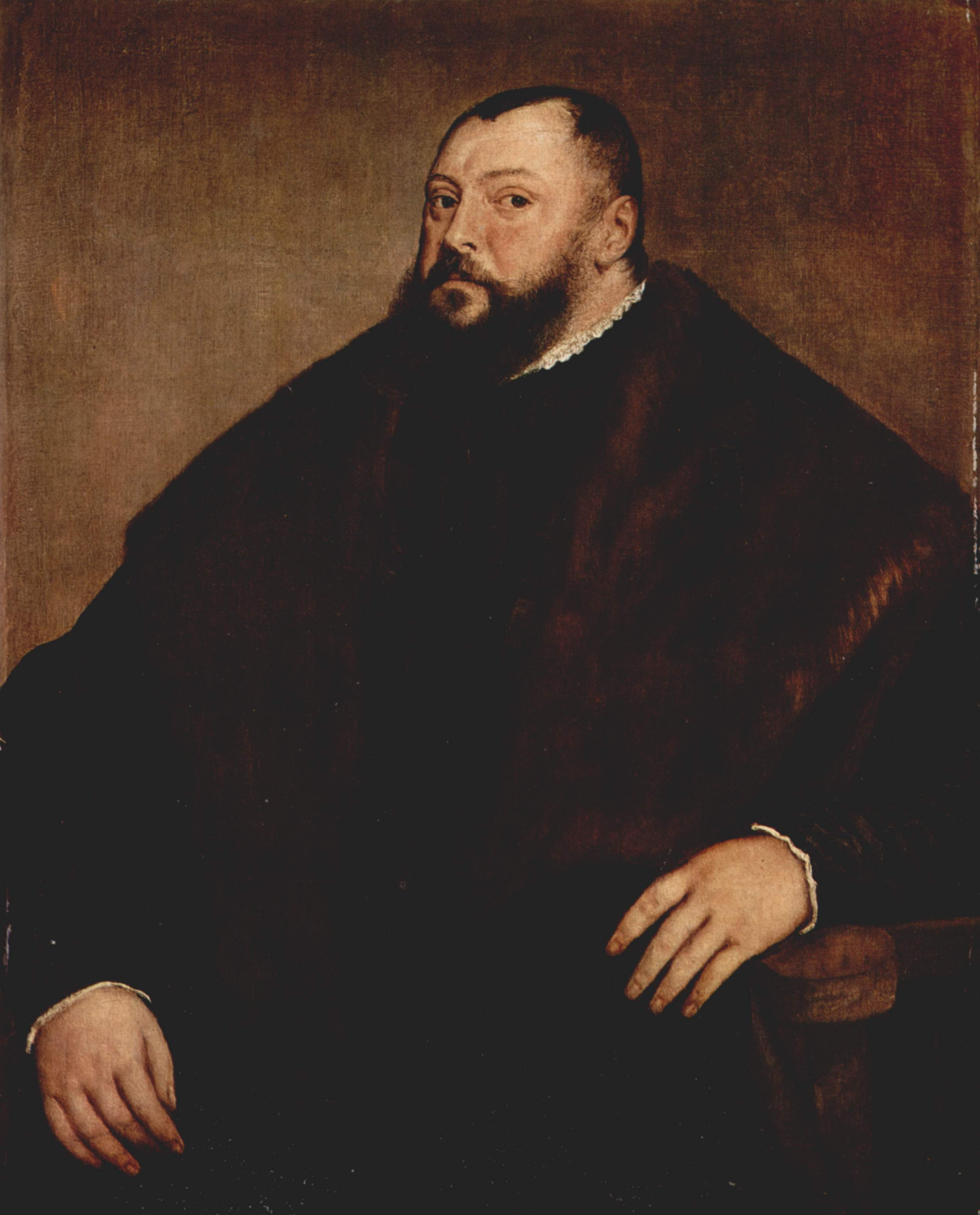
Johann Friedrich der Großmütige von Sachsen während seiner Gefangenschaft, Porträt um 1550 von Tizian

Der sächsische Kurfürst Johann Friedrich der Großmütige (1532–1547–1554) aus der ernestinischen Linie des Hauses Wettin war im Schmalkaldischen Krieg gegen Kaiser und Katholizismus den kaiserlichen Truppen in der Schlacht bei Mühlberg unterlegen. Das hatte zur Folge, dass er die Kurwürde an seinen albertinischen Vetter Moritz (1541–1547–1553) abtreten musste. Sie wurde am 24. Februar 1548 dem neuen Kurfürsten übertragen. Moritz, der zur Niederlage und Gefangennahme Johann Friedrichs beigetragen hatte, beendete die gemeinsame Münzprägung der Wettiner und ließ nur noch in seinem eigenen Namen Münzen prägen. Die Münztrennung und der Kurwürdenwechsel waren endgültig. Mit dem Kurland hatte Johann Friedrich auch die Münzstätten Schneeberg und Buchholz verloren.
Die Söhne Johann Friedrichs ließen nach lange vorher stattgefundenen Beratungen im März 1551 die ersten Münzen in Saalfeld prägen. Gregor Einkorn wurde als Münzmeister für die Münzprägungen im Herzogtum Sachsen verpflichtet.
Die neuen Taler erhielten das Hüftbild Kaiser Karls V. Damit sollte der Kaiser milder gestimmt werden. Johann Friedrich drohte noch immer die Vollstreckung der Todesstrafe. Dennoch konnte er vom Gefängnis aus auch Einzelheiten der Münzprägung festlegen. Mit hoher Wahrscheinlichkeit war er auch an der Vorgabe für das außergewöhnliche Münzbild beteiligt. Die prekäre Lage des Herzogs war ein Grund für den vorauseilenden Gehorsam, als erster im Heiligen Römischen Reich nach der neuen Münzordnung des Kaisers prägen zu lassen. Mit der Ausgabe von Kreuzerstücken statt Groschen wird das besonders deutlich. Die neue Reichsmünzordnung, die Augsburger Reichsmünzordnung von 1551 war noch nicht verkündet worden. Die Reichsmünzordnung des Augsburger Reichsabschiedes vom 14. Februar 1551 wurde erst am 28. Juli des gleichen Jahres vom Kaiser verkündet. Das war erst nach den ersten Münzprägungen der Söhne Johann Friedrichs.
Die Talermünzen zeigen, so Wilhelm Ernst Tentzel, auf einer Seite des Talers Kaiser Karls V. Bildnis und Titel,

„auff der anderen wird nebst dem Sächsischen Fürsten-Wappen und der Jahreszahl 1551 angezeiget / daß es sey die Müntze der Söhne Johann Friedrich des älteren […].“

Markgraf Albrecht von Brandenburg, der im Talerbild ein Bekenntnis zur neuen Augsburger Reichsmünzordnung sah, stellt provokatorisch fest: „Also wird der Chur- und Fürsten ihr Bildnis auf die Münze [zu] schlagen verboten.“ Die Reichsfürsten wollten nicht auf ihre deutsche Liberalität verzichten und meinten „der Kaiser habe mit der Vereinheitlichung der Reichsmünzen allzu sehr verraten, dass er auf diktatorische Gewalt abziele“. Die Augsburger Reichsmünzordnung von 1551, auf die sich Albrecht bezieht, wurde von den deutschen Ständen nicht angenommen. Auch Johann Friedrich ist nach seiner Entlassung aus der Haft, trotz seiner dementsprechenden Münzen, nicht der Reichsmünzordnung beigetreten.
Nach fünfjähriger Haft wurde der vom Kaiser zum Tode verurteilte Johann Friedrich entlassen. Die Freilassung erfolgte, weil Moritz von Sachsen, der dem Kaiser im Schmalkaldischen Krieg noch geholfen hatte, sich 1552 im Fürstenkrieg gegen ihn wandte und ihn militärisch in Bedrängnis brachte.

## Münzbeschreibung
Der Taler der Söhne Johann Friedrichs des Großmütigen während seiner Gefangenschaft wurde wahrscheinlich, so wie die anderen Taler des Herzogtums Sachsen, nach kursächsischem Münzfuß der Albertiner geprägt. Verantwortlich für die ordnungsgemäße Ausbringung der Münzen in Saalfeld war der Münzmeister Gregor Einkorn. Obwohl den Söhnen Johann Friedrichs die Regierung des Herzogtums übertragen worden war, leitete der Vater aus der Gefangenschaft heraus de facto die wichtigsten Regierungsgeschäfte und bestimmte auch die Vorgaben zur Vermünzung sowie die Gestaltung der Gepräge. Der Taler zeigt eine einmalig außergewöhnliche Gestaltung. Ein Kaiserbildnis auf sächsischen Talern kommt nur während der Gefangenschaft Johann Friedrichs vor. Das erklärt wahrscheinlich auch seine Seltenheit.

### Vorderseite
Die Vorderseite des Talers zeigt das herzoglich-sächsische Gesamtwappen mit 12 Feldern. Die zwei Leerfelder sind Regalien (Hoheitsrechte). Über dem Wappen befindet sich das Prägejahr 1551. In der Umschrift oben ist das Münzmeisterzeichen Kreuz mit Fuß („befußtes Kreuz“) des Münzmeisters Gregor Einkorn aufgeprägt.
- Umschrift: MONE(ta) • FILIOR(um) • IO(h)AN(nis) • FRID(erici) • SENIORI(s) • D(ucis) • SAX(oniae)
- Übersetzung: Münze der Söhne von Johann Friedrich Senior, Herzog von Sachsen.

### Rückseite
Die Rückseite zeigt das geharnischte und bekrönte Hüftbild des Kaisers Karl V. mit geschultertem Zepter. Die linke Hand ist am Schwertgriff.
- Umschrift: DE(i) • G(ratia) • CAROL(us) • V • ROM(anorum) • IMP(erator) • SEMP(er) • AVGVSTV(s)
- Übersetzung: Von Gottes Gnaden Karl V., allzeit erhabener römischer Kaiser.